# Ejido Cinco de Febrero
Ejido Cinco de Febrero är en ort i Mexiko.   Den ligger i kommunen Comonfort och delstaten Guanajuato, i den centrala delen av landet, 220 km nordväst om huvudstaden Mexico City. Ejido Cinco de Febrero ligger 1 801 meter över havet och antalet invånare är 125.
Terrängen runt Ejido Cinco de Febrero är huvudsakligen kuperad, men den allra närmaste omgivningen är platt. Runt Ejido Cinco de Febrero är det ganska tätbefolkat, med 149 invånare per kvadratkilometer. Närmaste större samhälle är Apaseo el Grande, 19,2 km söder om Ejido Cinco de Febrero. I omgivningarna runt Ejido Cinco de Febrero växer huvudsakligen savannskog.